# Хайдар Абу Бакр аль-Аттас
Хайдар Абу Бакр аль-Аттас (араб. حيدر أبو بكر العطاس; нар. 5 квітня 1939) — єменський державний і політичний діяч, прем'єр-міністр і голова Президії Верховної народної ради Південного Ємену.

## Життєпис
Народився у провінції Хадрамаут). Середню освіту здобув на батьківщині, а вищу – в Каїрі. 1960 року вступив до лав Арабського націоналістичного руху. Був активним учасником визвольної боротьби, 1963 року став членом Національного визвольного фронту. У 1972-1978 роках був членом ЦК Об'єднаної політичної організації Національний фронт. Працював у міністерстві суспільних робіт, потім – інженером управління електропостачання провінції Хадрамаут. Від квітня 1969 року — міністр суспільних робіт і комунікацій, від 1975 — міністр комунікацій. З жовтня 1977 року виконував обов'язки міністра будівництва.
14 лютого 1985 року на XIX сесії Верхової народної ради НДРЄ був затверджений на посту прем'єр-міністра та обраний членом Президії Верховної народної ради.
З I з'їзду Єменської соціалістичної партії (жовтень 1978) — член Центрального комітету партії, на II (надзвичайному) з'їзді 1980 року був переобраний до складу ЦК, а з 11 січня 1985 року став членом Політбюро ЦК ЄСП.
8 лютого 1986 року отримав пост голови Президії Верховної народної ради Південного Ємену. З 22 травня 1990 до 9 травня 1994 року обіймав посаду прем'єр-міністра об'єднаного Ємену. Від 21 травня до 7 липня 1994 року був прем'єр-міністром невизнаної Демократичної Республіки Ємен під час громадянської війни.